# Фреді Шмідтке
Фреді Шмідтке (нім. Fredy Schmidtke, 1 липня 1961 — 1 грудня 2017) — німецький велогонщик.
Олімпійський чемпіон 1984 року в гіті на 1 км.
Чемпіон світу з трекових велоперегонів 1982 року в гіті на 1 км, срібний призер 1981 року в гіті на 1 км.